# Velejte
Velejte (szlovákul: Veľaty) község Szlovákiában, a Kassai kerület Tőketerebesi járásában.

## Fekvése
Tőketerebestől 12 km-re, délnyugatra található.

## Története
A régészeti leletek tanúsága szerint már az újkőkorban lakott hely volt.
A mai falut az 1220. évi Váradi regestrum említi először „villa Velchea” néven. 1417-ben „Velethe”, 1454-ben „Welehthe” néven említi oklevél. 1558-ban Perényi Mihály birtoka. 1566-ban a krími tatárok dúlják fel a falut. 1568-ban Leökös Imre a tulajdonos. 1598-ban Bornemissza Miklós birtoka. 1663-ban újabb csapás éri a falut: pestisjárvány pusztított. A 17. és 18. század kuruc háborúinak és pestisjárványainak hatására a falu csaknem teljesen elnéptelenedett. 1714-ben Kosovich Márton zálogbirtoka, ekkor 5 lakott és 7 lakatlan ház állt a településen. 1718-ban templomot épített a falu, amely azonban később leégett. A 18. század folyamán nagyszámú szlovák és ruszin lakosság érkezik a kipusztultak pótlására. 1787-ben 54 házában 418 lakos élt. Okolicsányi János zálogbirtoka, majd az Almássyaké, később a Szapáryaké és Csákyaké, akik kastélyt is építettek ide. 1794-től postaállomás működött a településen.
A 18. század végén Vályi András így ír róla: „VELEJTE. Tót falu Zemplén Várm. földes Ura Gr. Csáky Uraság, lakosai orosz vallásúak, fekszik Legenye, és Gettselyhez sem meszsze; hegyes, vőlgyes, sárga, nyirkos határja 3 nyomásbéli, gabonát, és árpát terem, erdeje elég, szőleje nints, rét nélkűl is szűkölködik, piatza Kassán, vagy Újhelyben. Postája is van.”
1828-ban 58 háza és 442 lakosa volt. Lakói mezőgazdasággal, favágással foglalkoztak. 1831-ben kolerajárvány pusztított.
Fényes Elek 1851-ben kiadott geográfiai szótárában így ír a településről: „Velejte, Zemplén v. tót-orosz falu, Ujhelyhez északra 2 mfdnyire: 242 romai, 220 g. kath., 7 zsidó lak., romai és gör. szentegyházzal, postahivatallal, 706 hold szántófölddel, vendégfogadóval, vadaskerttel. A terebesi uradalomhoz tartozik.”
A 19. században az Andrássyak birtoka. 1867-ben leégett a katolikus templom, mely helyett 1870-ben újat épített a falu.
Borovszky Samu monográfiasorozatának Zemplén vármegyét tárgyaló része szerint: „Velejte, tót kisközség 120 házzal és 788, nagyobbára gör. kath. vallású lakossal. Saját postája, távíró és vasúti állomása van. Körjegyzőségi székhely. Már 1220. évben emliti a Váradi Regestrum „villa Velchea” néven. Később a XV. században szerepel, a mikor Modrar Pál zálogba vette a Perényiektől. 1505-ben az újhelyi pálosok birtoka. 1558-ban Perényi Mihályt, 1568-ban Leökös Imrét iktatják be. Az 1598-iki összeírás Bornemisza Miklóst említi földesuraként. 1605-ben Drugeth Bálint foglalja el, azután Nyáry István lesz az ura. A XVIII. század elején puszta hely volt, de 1712-ben újra benépesült. 1714-ben Kosovich Márton zálogos birtoka, 1748-ban Okolicsányi János veszi zálogba, később az Almásy családé lesz, melytől a gróf Csákyak kiváltották. Ezektől a Szápáryakra, majd Szápáry Etelka révén az Andrássyakra szállott és most gróf Andrássy Sándornak van itt nagyobb birtoka. A község már a mult század elején a vármegye egyik fontos postaállomása volt. Lakosai hitelszövetkezetet tartanak fenn. 1663-ban a pestis, 1831-ben pedig a kolera ölte meg számos lakosát. Van egy régi kastélya is, melyet a gróf Csákyak építtettek s gróf Andrássy Sándor legutóbb díszesen átalakíttatott. A faluban gör. kath. és róm. kath. templom van, melyeknek építési ideje ismeretlen. Ide tartozik Mária-tanya.”
1920-ig Zemplén vármegye Sátoraljaújhelyi járásához tartozott.
A Csáky kastély 1928-ban leégett és már csak romjai láthatók.

## Népessége
| Év:            | 1994. | 2004.   | 2014.   | 2024.   |
| -------------- | ----- | ------- | ------- | ------- |
| Emberek száma: | 849   | 819     | 856     | 818     |
| Eltérés:       |       | -3,53 % | +4,51 % | -4,43 % |

| Év:            | 2023. | 2024.   |
| -------------- | ----- | ------- |
| Emberek száma: | 829   | 818     |
| Eltérés:       |       | -1,32 % |

1910-ben 707-en, többségében magyar anyanyelvűek lakták, jelentős szlovák kisebbséggel.
2001-ben 831 lakosából 819 szlovák volt.
2011-ben 845 lakosából 794 szlovák volt.
2021-ben 823 lakosából 770 szlovák, 5 cseh, 3 magyar (0,36%), 2 cigány, 1 ukrán, 1 lengyel, 41 ismeretlen nemzetiségű volt.

## Nevezetességei
- Római katolikus temploma 1870-ben épült historizáló stílusban, az 1718-ban épített és 1867-ben leégett régi templom helyén.
- Görögkatolikus temploma 1802-ben épült klasszicista stílusban.